# Mix Wix
Mix Wix ist ein deutscher Film aus dem Jahr 1989. Regie führte Herbert Achternbusch.

## Handlung
Kaufhausbesitzer Mixwix hat in München die größte Unterhosenauswahl. Er möchte sein Kaufhaus auch noch um Tenniskleidung erweitern, allerdings muss er auf die Baugenehmigung für den Ausbau warten. Die Zeit vertreibt er sich auf dem Dach seines Kaufhauses und denkt über das Leben nach.

## Kritik
„Anfänglich von einigem literarischem Niveau, gerät der dilettantisch inszenierte Film zusehends konfuser. Achternbusch sucht sein Heil vergeblich in groteskem Humor und kokettiert mit kindlicher Anal- und Fäkalsprache.“